# Barkby Thorpe
Barkby Thorpe – osada w Anglii, w hrabstwie Leicestershire, w dystrykcie Charnwood. Leży 7 km na północny wschód od miasta Leicester i 145 km na północny zachód od Londynu.